# Caffrocrambus
Caffrocrambus é um gênero de mariposa pertencente à família Crambidae.